# System Jaskini Olsztyńskiej
System Jaskini Olsztyńskiej, także Jaskinia Olsztyńska i Wszystkich Świętych oraz System Pustelnicy – jaskinia krasowa na północno-zachodnim zboczu wzgórza Pustelnica w Górach Sokolich na Jurze Krakowsko-Częstochowskiej. Jaskinia wzięła swoją nazwę od pobliskiej miejscowości Olsztyn w województwie śląskim, w powiecie częstochowskim, około 15 km na południowy wschód od Częstochowy. Składa się z czterech jaskiń, które dawniej uważano za odrębne, ale w wyniku eksploracji grotołazów okazało się, że tworzą one jeden system jaskiniowy.

## Opis jaskini
Wraz z Jaskinią Wszystkich Świętych, z którą tworzy jeden wspólny system, ma długość 224 metrów. Końcowa sala Jaskini Olsztyńskiej łączy się niedostępną szczeliną ze Schroniskiem Wschodnim stanowiącym przedłużenie ciągu głównego jaskini. System ma 4 otwory, a głosowo stwierdzono jego połączenie także z jaskinią Basieta. Otwór nr 1 to półkolisty otwór jaskini Olsztyńskiej. Ma szerokość 3 m i wysokość 1,7 m. Odwierty po ładunkach wybuchowych świadczą, ze uległ on powiększeniu podczas eksploatacji szpatu. 5 m na wschód od niego, między skałkami, znajduje się drugi, niewielki i często przysypany liśćmi otwór. Otwór nr 3 to ukośna szczelina o szerokości 6 m i wysokości 0,3–1,4 m. Otwór nr 4 (w Schronisku Wschodnim) to pionowa studnia o głębokości 9 m. Jej początkowa część ma nerkowaty kształt i rozmiary 1,5 × 2,2 m.

## Historia dokumentacji
Najstarsze wzmianki o Jaskini Olsztyńskiej pochodzą z roku 1836 autorstwa J.B. Puscha, kiedy stawiano ją wśród najpiękniejszych jaskiń na ziemiach polskich. Jednak pod koniec XIX wieku uległa ona znacznemu zniszczeniu poprzez intensywną eksploatację kalcytu, używanego dawniej w hutnictwie szkła; ostatecznie wydobycie przerwano w 1932 roku. W 1962 odkryto nowy korytarz w Jaskini Olsztyńskiej o nazwie BAKK, a w 1963 poprzez znajdujący się na jego końcu wąski zacisk grotołazom udało się przedostać do Jaskini Wszystkich Świętych. Udowodniono w ten sposób, że jaskinie te tworzą wspólny system jaskiniowy.

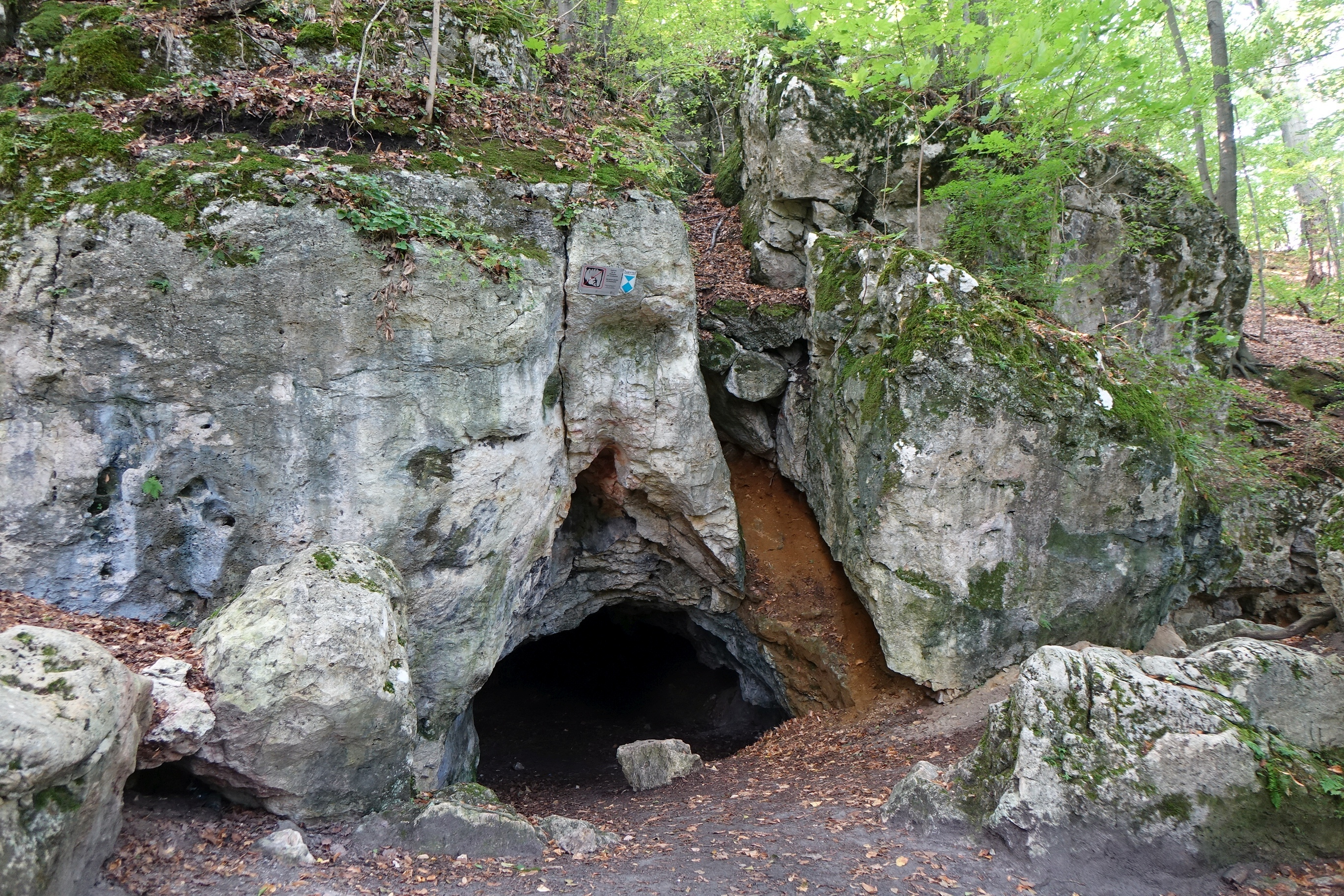
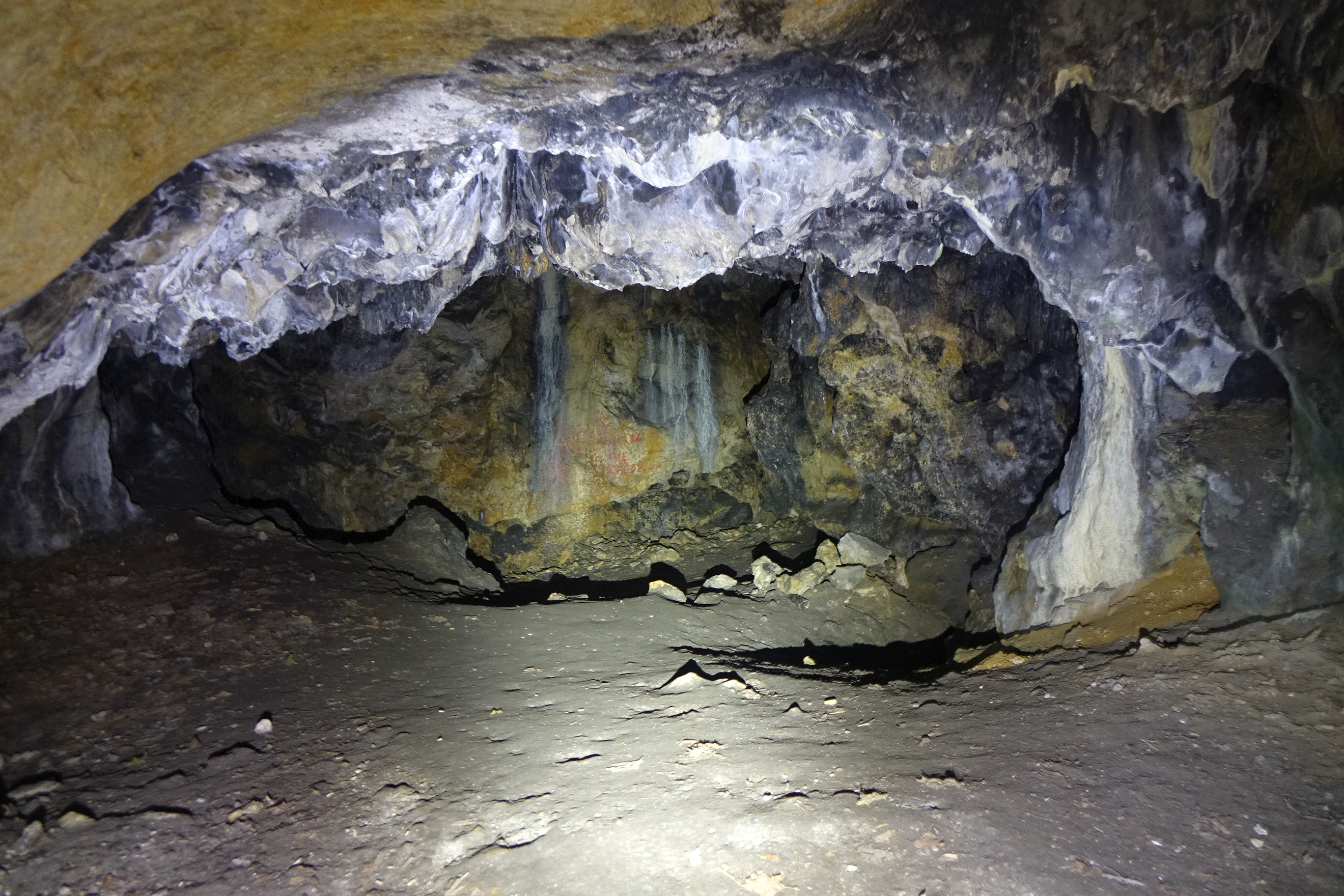
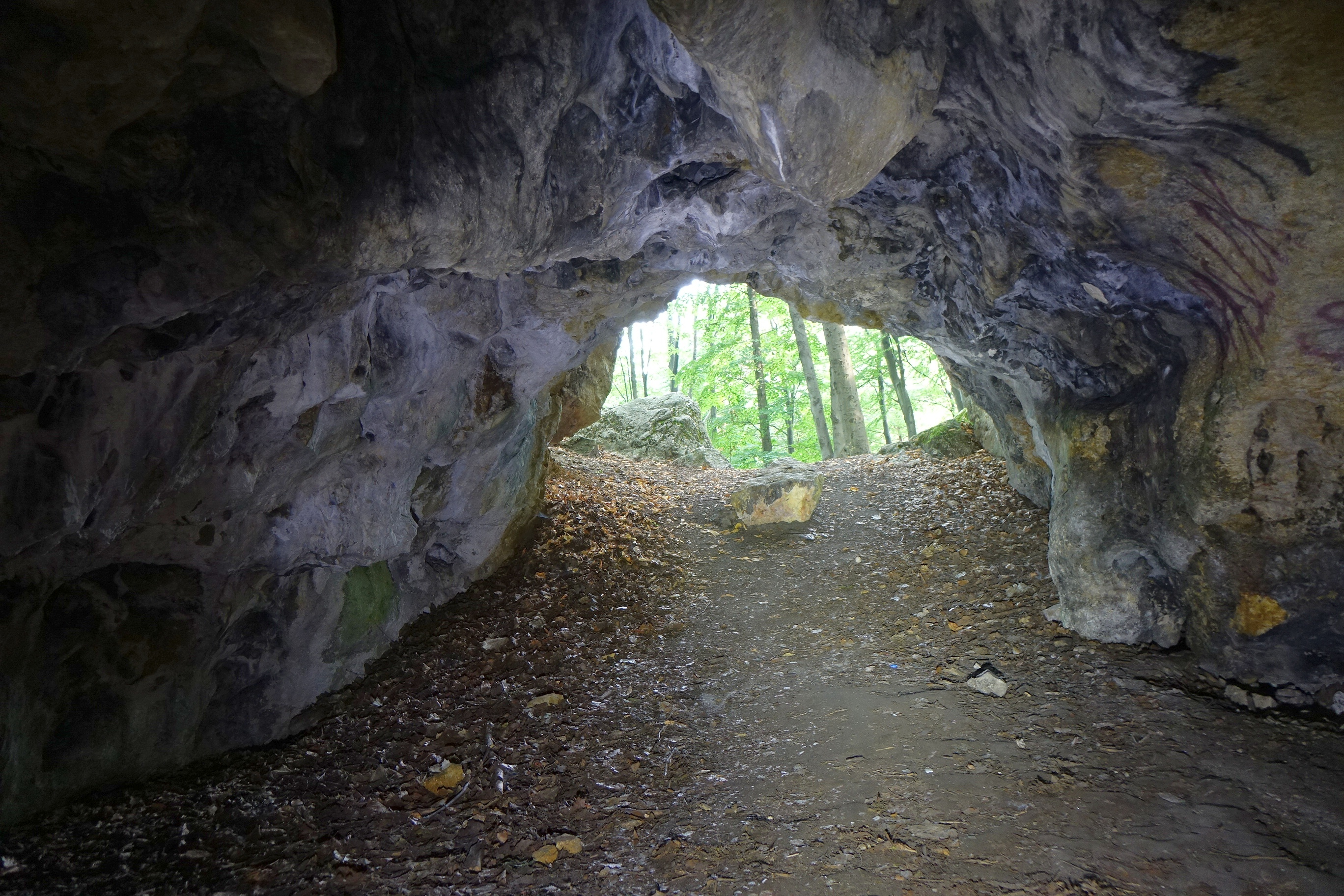
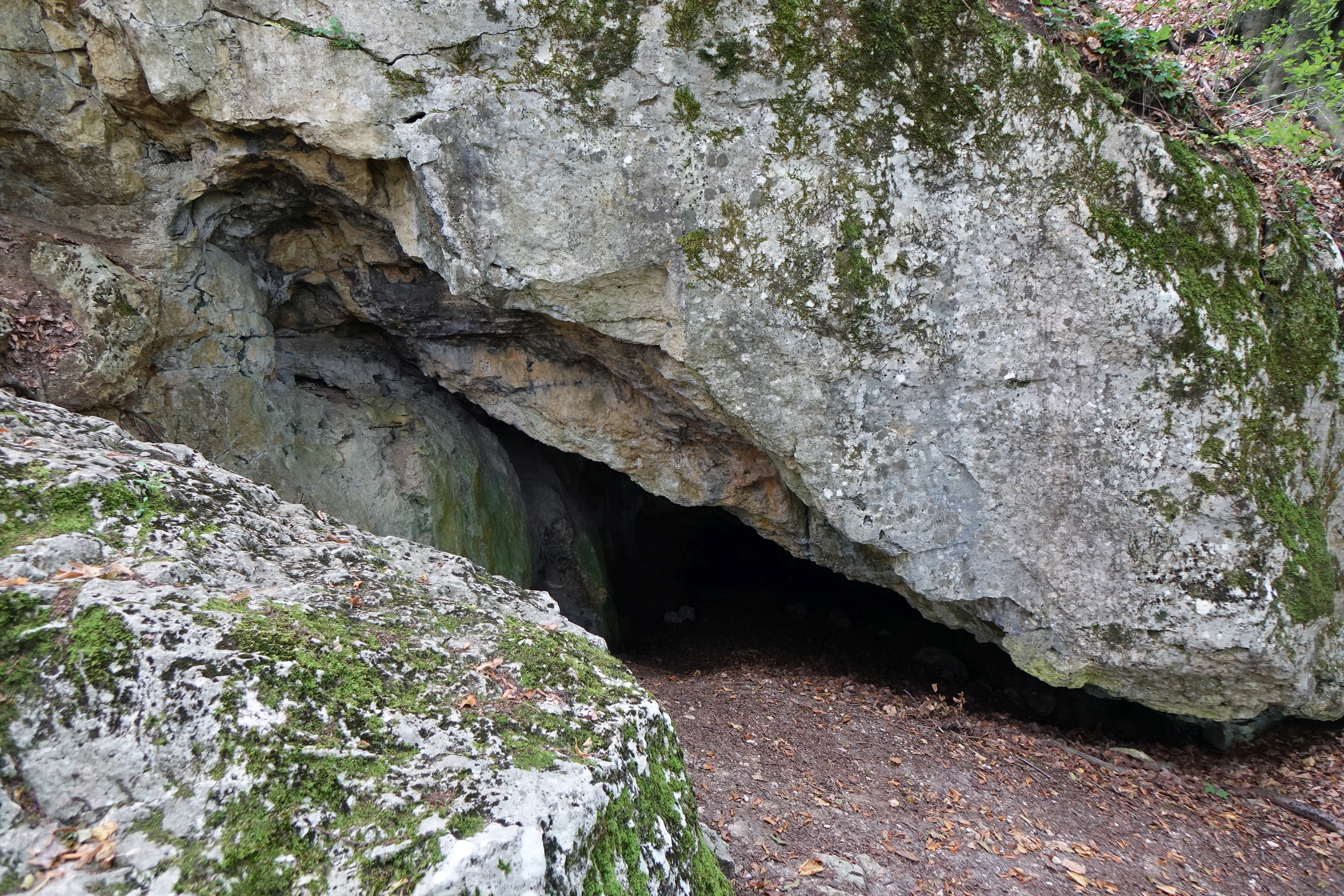
Otwór Schroniska Wschodniego
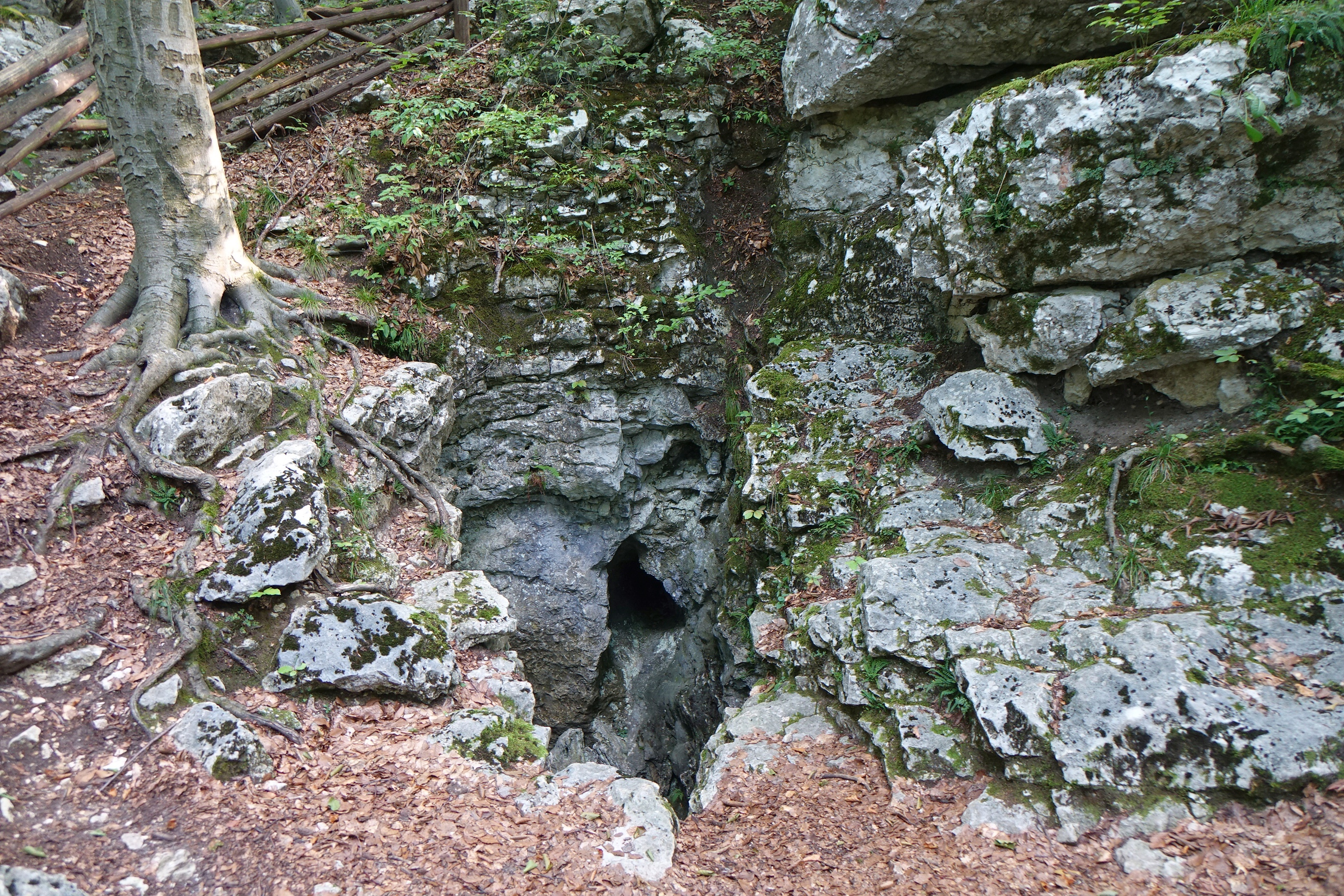
Otwór Jaskini Wszystkich Świętych